# Mistrzostwa Estonii w Skokach Narciarskich 2017
Mistrzostwa Estonii w Skokach Narciarskich 2017 – zawody rozegrane w marcu 2017 roku na skoczni Tehvandi w Otepää w celu wyłonienia indywidualnego mistrza Estonii w skokach narciarskich.
Konkursy odbyły się 26 marca 2017 na normalnej skoczni w Otepää, której punkt konstrukcyjny umieszczony jest na 90. metrze, a rozmiar skoczni wynosi 100 metrów. 
Złoty medal w rywalizacji mężczyzn zdobył Artti Aigro, drugi był Kristjan Ilves, a trzeci Martti Nõmme. W drugiej serii skoków Aigro osiągnął 102 metry, czym wyrównał swój rekord skoczni z 2013 roku. W zawodach wzięło udział 19 zawodników, ponadto trzech wcześniej zgłoszonych skoczków nie stawiło się na starcie. 
Zawody przeprowadzono w dniu ostatnich zawodów Pucharu Świata w skokach narciarskich 2016/2017, wobec czego nie wystąpił w nich Kaarel Nurmsalu, który przebywał w Planicy.
W konkursie kobiet wystąpiły trzy zawodniczki. Najlepsza była Annemarii Bendi, drugie miejsce zajęła Triinu Hausenberg, a trzecia była Meriliis Kukk.
W kategorii juniorów najlepszym zawodnikiem został Artti Aigro, a wśród zawodników do lat 16 triumfował Markkus Alter.
Dyrektorem zawodów był Priit Talv, kierownikiem obiektu – Jaan Jüris, a sekretarzem – Kristi Loit. Noty sędziowskie za styl wystawiali: Władimir Gołubiew, Rain Pärn, Tambet Pikkor, Rauno Loit i Hillar Hein.
Była to 73. edycja mistrzostw Estonii. Jej zwycięzcy zostali mistrzami kraju na rok 2017.

## Wyniki

### Konkurs indywidualny mężczyzn
| Miejsce | Zawodnik              | Klub                  | Skok 1 | Skok 2 | Nota  |
| ------- | --------------------- | --------------------- | ------ | ------ | ----- |
| 1.      | Artti Aigro           | Põhjakotkas Otepää    | 99,0   | 102,0  | 277,5 |
| 2.      | Kristjan Ilves        | Elva Suusaklubi       | 97,0   | 97,0   | 258,0 |
| 3.      | Martti Nõmme          | Võru SK / Andsumäe SK | 94,0   | 94,0   | 245,5 |
| 4.      | Kevin Maltsev         | Elva Suusaklubi       | 93,0   | 86,0   | 223,5 |
| 5.      | Robert Lee            | Nõmme SK              | 83,5   | 89,0   | 206,5 |
| 6.      | Markkus Alter         | Põhjakotkas Otepää    | 87,0   | 84,0   | 203,0 |
| 7.      | Karl-August Tiirmaa   | Põhjakotkas Otepää    | 86,0   | 83,0   | 196,0 |
| 8.      | Kenno Ruukel          | Põhjakotkas Otepää    | 85,0   | 83,5   | 195,0 |
| 8.      | Han-Hendrik Piho      | SÜ Taevatäht          | 82,5   | 85,5   | 195,0 |
| 10.     | Risto Raudberg        | Elva Suusaklubi       | 82,5   | 84,5   | 190,0 |
| 11.     | Taavi Pappel          | Nõmme SK              | 79,0   | 82,5   | 178,0 |
| 12.     | Siim-Tanel Sammelselg | Nõmme SK              | 78,5   | 80,0   | 171,0 |
| 13.     | Andreas Ilves         | Elva Suusaklubi       | 71,0   | 71,5   | 132,5 |
| 14.     | Aavo Tilga            | Põhjakotkas Otepää    | 64,0   | 64,0   | 102,0 |
| 15.     | Stever Liivamägi      | Põhjakotkas Otepää    | 59,0   | 59,0   | 78,0  |
| 16.     | Markus Kägu           | Nõmme SK              | 58,0   | 58,5   | 76,5  |
| 17.     | Robert Toompuu        | Nõmme SK              | 61,5   | 51,5   | 66,5  |
| 18.     | Karel Rammo           | Nõmme SK              | 53,5   | 53,0   | 55,0  |
| 19.     | Andero Kapp           | Põhjakotkas Otepää    | 47,5   | 49,0   | 35,0  |
| –       | Hanno-Henri Reidolf   | Põhjakotkas Otepää    | DNS    | DNS    | DNS   |
| –       | Ain-Einar Kaugesalu   | Põhjakotkas Otepää    | DNS    | DNS    | DNS   |
| –       | Kail Piho             | SÜ Taevatäht          | DNS    | DNS    | DNS   |

### Konkurs indywidualny kobiet
| Miejsce | Zawodniczka       | Klub                  | Skok 1 | Skok 2 | Nota |
| ------- | ----------------- | --------------------- | ------ | ------ | ---- |
| 1.      | Annemarii Bendi   | Võru SK / Andsumäe SK | 61,0   | 64,0   | 97,0 |
| 2.      | Triinu Hausenberg | Võru SK / Andsumäe SK | 57,5   | 60,0   | 79,0 |
| 3.      | Meriliis Kukk     | Põhjakotkas Otepää    | 46,0   | 46,5   | 21,5 |